# دوروثي هاريل
دوروثي هاريل (بالإنجليزية: Dorothy Harrell)‏ هي لاعب كرة قاعدة أمريكية، ولدت في 4 فبراير 1924 في لوس أنجلوس في الولايات المتحدة، وتوفيت في 15 سبتمبر 2011 في كاثيدرال سيتي في الولايات المتحدة.